# 5 Dywizja Strzelców Spadochronowych (III Rzesza)
5 Dywizja Strzelców Spadochronowych (niem. 5. Fallschirm-Jäger-Division) – niemiecka dywizja strzelców spadochronowych z okresu II wojny światowej.

## Historia
5 Dywizja Strzelców Spadochronowych powstała w marcu 1944 roku w Remis we Francji. Wraz z 3 Dywizją Spadochronową uczestniczyła w walkach w Normandii m.in. pod Marigny. W walkach w Normandii dywizja poniosła duże straty i została wycofana do Holandii, aby uzupełnić poniesione straty. Następnie walczyła podczas ofensywy w Ardenach w składzie 7 Armii, gdzie również poniosła duże straty. Ostatecznie rozbita w marcu 1945 roku w Zagłębiu Ruhry.

## Skład
- Fallschirmjägerregiment Nr 13
- Fallschirmjägerregiment Nr 14
- Fallschirmjägerregiment Nr 15
- Fallschirmjäger Artillery Regiment Nr 5
- Fallschirmjäger Flak Battalion Nr 5
- Fallschirmjäger Pioneer Battalion Nr 5
- Luftnachrichten Battalion Nr 5
- Fallschirmjäger Medical Battalion Nr 5